# Иванки (Гомельская область)
Иванки (бел. Іванкі) — деревня в Комаринском сельсовете Брагинского района Гомельской области Белоруссии.

## География
В 53 км на юго-восток от Брагина, 9 км от железнодорожной станции Иолча (на линии Овруч — Полтава), 171 км от Гомеля.

## Транспортная система
Транспортные связи по просёлочной, затем автомобильной дороге Комарин — Брагин.
Планировка состоит из криволинейной улицы меридиональной ориентации, к которой на севере присоединяется переулок. Застройка деревянными домами усадебного типа.

## История
Основана в XIX века переселенцами из соседних деревень. В 1930 году организован колхоз. Во время Великой Отечественной войны на фронтах и в партизанской борьбе погибли 17 жителей деревни, в память о которых в 1967 году в центре деревни возведён обелиск. В 1959 году в составе совхоза «Комаринский» (центр — городской посёлок Комарин).

## Население
- 1959 год — 307 жителей (согласно переписи).
- 2004 год — 44 двора, 78 жителей.